# گلوکال
گلوکال (به انگلیسی: Glucal) با فرمول شیمیایی C6H10O4 یک ترکیب شیمیایی با شناسه پاب‌کم 6391 است. که جرم مولی آن ۱۴۶٫۱۴۱۲ گرم بر مول می‌باشد. 